# Gamereactor
Gamereactor är ett nordiskt medienätverk som skriver om datorspel och film. Det startades 1998 i Danmark, och spred sig därefter till Norge, sedan till Sverige 2002. Sedan sent 2007 finns det även i Finland och sedan 2009 i Tyskland. Den svenska webbplatsen var Sveriges största spelsida 2011.
Mellan 2002 och 2015 gavs Gamereactor ut som tidning i Sverige.

## Redaktionsmedlemmar i urval
- Petter Hegevall - Chefredaktör/Art director